# Naa Anang
Naa Adjeley Anang (Accra, 10 marzo 1995) è una lunghista australiana.

## Palmarès
| Anno | Manifestazione                    | Sede       | Evento         | Risultato  | Prestazione | Note                          |
| ---- | --------------------------------- | ---------- | -------------- | ---------- | ----------- | ----------------------------- |
| 2011 | Giochi del Commonwealth giovanili | Douglas    | Salto in lungo | Argento    | 5,94 m      |                               |
| 2014 | Mondiali juniores                 | Eugene     | Salto in lungo | 17ª (q)    | 5,97 m      |                               |
| 2015 | Universiade                       | Gwangju    | Salto in lungo | Bronzo     | 6,55 m      | Miglior prestazione personale |
| 2017 | Mondiali                          | Londra     | Salto in lungo | 22ª (q)    | 6,27 m      |                               |
| 2018 | Giochi del Commonwealth           | Gold Coast | Salto in lungo | 9ª         | 6,22 m      |                               |
| 2019 | World Relays                      | Yokohama   | 4×100 m        | 6ª         | 44"62       |                               |
| 2022 | Campionati oceaniani              | Mackay     | 4×100 m        | Oro        | 44"06       | Record dei campionati         |
| 2022 | Giochi del Commonwealth           | Birmingham | 100 m piani    | Semifinale | 11"39       |                               |
| 2022 | Giochi del Commonwealth           | Birmingham | 4x100 m        | 4ª         | 43"16       |                               |